# Julia Urquieta
Julia Georgina Urquieta Olivares (Santiago, 21 de junio de 1957) es una abogada y política chilena, militante del Partido Comunista de Chile (PCCh).  Entre 2015 y 2016 se desempeñó como subsecretaria de Previsión Social de su país bajo el segundo gobierno de Michelle Bachelet.
El 25 de enero de 2023 fue designada como integrante del Comité Técnico de Admisibilidad, órgano arbitral que forma parte del proceso constituyente.

## Familia y estudios
Nació en Santiago de Chile, en 1957, hija del aviador Nivaldo Urquieta Rivera, quien fuera suboficial mayor de la FACh, y de María Eugenia Olivares Becerra Realizó sus estudios superiores en la carrera de derecho en la Universidad de Chile, egresando como abogada.
Está casada con el comunicador social y militante del PPD, Vladimir Sepúlveda Conte. Es madre de una hija llamada Camila Sepúlveda Urquieta.

## Trayectoria profesional y política

### Inicios
Desde 1996 ha ejercido su profesión en el sector público y privado, en materia de derechos humanos y sociales, publicando diversos estudios sobre estas materias.
Se inscribe como candidata a diputada en las elecciones parlamentarias de 2001 por el Distrito N°16, correspondiente a las comunas de Colina, Lampa, Tiltil, Pudahuel, y Quilicura. Obtiene un 13,82% de los votos, quedando en el tercer lugar, sin embargo no resulta electa.
El año 2004 se presenta como candidata a concejala por la comuna de Pudahuel, siendo electa en los comicios del 31 de octubre de ese año con el 11,18%, correspondiente a 5952 votos. Se desempeña en el cargo entre el 6 de diciembre de 2004 hasta el año 2006.

### Actividades entre 2006 y 2014
Durante el primer gobierno de Michelle Bachelet se desempeñó como jefa de la División Jurídica de la entonces Dirección de Bibliotecas, Archivos y Museos (Dibam) entre 2006 y 2010.
Asimismo, durante el periodo entre 2010 y 2014, se trabajó como asesora legislativa de la bancada de diputados del Partido Comunista (PCCh), en el cual milita. En paralelo, ejerció como presidenta de la Asamblea de Derechos Humanos.

### Segundo gobierno de Bachelet y subsecretaria
Posteriormente, bajo el segundo gobierno de Michelle Bachelet, fue parte del equipo legislativo del Ministerio de la Secretaría General de la Presidencia entre 2014 y 2015. Luego de la renuncia de Marcos Barraza en la titularidad de la Subsecretaría de Previsión Social, el 27 de junio de 2015 fue nombrada por la presidenta Michelle Bachelet para ocupar el cargo vacante de esa repartición pública.
En las elecciones parlamentarias de 2017, fue nuevamente candidata a diputada esta vez por el nuevo Distrito N°10 de la región Metropolitana, obteniendo 6443 votos, equivalentes al 1.5% del total de sufragios válidos, sin resultar electa.

## Historial electoral

### Elecciones parlamentarias de 2001
- Elecciones parlamentarias de 2001, candidato a Diputado por el Distrito N°16 (Colina, Lampa, Tiltil, Pudahuel, y Quilicura)[5]

| Candidato                | Pacto                          | Partido | Votos  | %     | Resultado |
| ------------------------ | ------------------------------ | ------- | ------ | ----- | --------- |
| Patricio Melero Abaroa   | Alianza por Chile              | UDI     | 52 806 | 41,86 | Diputado  |
| Zarko Luksic Sandoval    | Concertación por la Democracia | PDC     | 38 762 | 30,73 | Diputado  |
| Julia Urquieta Olivares  | Partido Comunista              | PCCh    | 17 431 | 13,82 |           |
| Patricio Rosende Lynch   | Concertación por la Democracia | ILE     | 11 517 | 9,13  |           |
| Oscar Lira Valdés        | Alianza por Chile              | ILC     | 3516   | 2,79  |           |
| Víctor Flores Paillacheo | Partido Comunista              | PCCh    | 2121   | 1,68  |           |

### Elecciones municipales de 2004
- Elecciones municipales de 2004, para el concejo municipal de Pudahuel. [6]

(Se consideran sólo candidatos sobre el 2% de los votos y candidatos electos)
| Candidato                    | Pacto                          | Partido | Votos | %     | Resultado |
| ---------------------------- | ------------------------------ | ------- | ----- | ----- | --------- |
| Bernardo Norambuena González | Alianza                        | UDI     | 8939  | 16,78 | Concejal  |
| Sonia Oyarzun Elgueta        | Concertación por la Democracia | PPD     | 7276  | 13,66 | Concejala |
| Mónica Sánchez Aceituno      | Concertación por la Democracia | PS      | 6534  | 12,27 | Concejal  |
| Julia Urquieta Olivares      | Juntos Podemos                 | PCCh    | 5952  | 11,18 | Concejala |
| Víctor Saavedra Torres       | Concertación por la Democracia | PS      | 4848  | 9,10  | Concejal  |
| José Ávila Acevedo           | Concertación por la Democracia | PDC     | 3851  | 7,23  | Concejal  |
| René Mercado Covarrubias     | Concertación por la Democracia | PDC     | 3216  | 6,04  |           |
| Bienvenida Cárdenas Lizama   | Alianza                        | RN      | 1555  | 2,92  |           |
| Guillermo Baeza García       | Juntos Podemos                 | ILA     | 1160  | 2,18  |           |
| Patricia Soto González       | Concertación por la Democracia | ILC     | 1077  | 2,02  |           |
| Tania Arriagada Riquelme     | Concertación por la Democracia | PRSD    | 1005  | 1,89  | Concejala |
| Ester Toledo Alcaino         | Alianza                        | UDI     | 960   | 1,80  | Concejala |

### Elecciones parlamentarias de 2017
- Elecciones parlamentarias de 2017, candidato a Diputado por el Distrito N°10 (La Granja, Macul, Ñuñoa, Providencia, San Joaquín y Santiago)[7]

| Candidato                    | Pacto                    | Partido | Votos   | %     | Resultado |
| ---------------------------- | ------------------------ | ------- | ------- | ----- | --------- |
| Giorgio Jackson Drago        | Frente Amplio            | RD      | 103 523 | 23,72 | Diputado  |
| Marcela Sabat Fernández      | Chile Vamos              | RN      | 54 630  | 12,52 | Diputada  |
| Luciano Cruz-Coke Carvallo   | Chile Vamos              | EVO     | 38 143  | 8,74  | Diputado  |
| Jorge Alessandri Vergara     | Chile Vamos              | UDI     | 30 833  | 7,06  | Diputado  |
| Maya Fernández Allende       | La Fuerza de la Mayoría  | PS      | 28 437  | 6,52  | Diputada  |
| Alberto Mayol Miranda        | Frente Amplio            | Ind-PI  | 25 376  | 5,81  |           |
| Claudio Arriagada Macaya     | Convergencia Democrática | PDC     | 18 027  | 4,13  |           |
| Ramón Farías Ponce           | La Fuerza de la Mayoría  | PPD     | 14 259  | 3,27  |           |
| Julio Isamit Díaz            | Chile Vamos              | Ind-UDI | 10 680  | 2,45  |           |
| Sebastián Torrealba Alvarado | Chile Vamos              | RN      | 10 196  | 2,34  | Diputado  |
| Luis Larraín Stieb           | Chile Vamos              | Ind-EVO | 8303    | 1,90  |           |
| Carolina Lavin Aliaga        | Chile Vamos              | UDI     | 7979    | 1,83  |           |
| Dauno Tótoro Navarro         | Independiente            | Ind     | 7355    | 1,69  |           |
| Julia Urquieta Olivares      | La Fuerza de la Mayoría  | PCCh    | 6459    | 1.48  |           |
| Rosa Oyarce Suazo            | Chile Vamos              | RN      | 6084    | 1,39  |           |
| Javiera Olivares Mardones    | La Fuerza de la Mayoría  | PCCh    | 6027    | 1,38  |           |
| Francisco Figueroa Cerda     | Frente Amplio            | PEV     | 5793    | 1,33  |           |
| Gonzalo Winter Etcheberry    | Frente Amplio            | RD      | 5237    | 1,20  | Diputado  |
| Nicolás Muñoz Montes         | Convergencia Democrática | PDC     | 5085    | 1,17  |           |
| Natalia Castillo Muñoz       | Frente Amplio            | RD      | 4453    | 1,02  | Diputada  |